# Kynapse
Kynapse — подпрограммное обеспечение, программная библиотека, предназначенная для использования в составе прежде всего компьютерных игр и других программных симуляций. Kynapse содержит механизмы создания и управления игрового искусственного интеллекта. Kynapse изначально была разработана компанией Kynogon, после февраля 2008 года является собственностью Autodesk. Доступен для аппаратно-программных платформ PlayStation 2, PlayStation 3, PlayStation Portable, Xbox, Xbox 360, GameCube, Wii, а также для персональных компьютеров.

## Основная функциональность
Kynapse предоставляет следующие возможности игрового искусственного интеллекта:
- Иерархический поиск пути в трёхмерном пространстве, совместимый с алгоритмами потоковой загрузки уровней, а также динамический трёхмерный поиск пути для полностью «физических» игр[2].
- Динамический анализ трёхмерной топологии[2].
- Алгоритмы координации командного взаимодействия[2].
- Управление восприятием неигровых персонажей — зрением, слухом и нюхом[3].

## Использование
Kynapse используется в более чем 60 компьютерных играх разных жанров для разных платформ, включая Alice: Madness Returns, Destroy All Humans 3, Crackdown, Alone in the Dark: Near Death Investigation, Fable II, Medal of Honor: Airborne, Sacred 2: Fallen Angel, The Lord of the Rings Online: Shadows of Angmar, America's Army 3, CellFactor: Combat Training, CellFactor: Revolution и многих других.
Kynapse используется и для разработки военных и промышленных симуляций и используется такими компаниями, как EADS, BAE Systems и Électricité de France.
Пятая версия Kynapse демонстрировалась на Game Developers Conference 2008.
14 февраля 2008 года было анонсировано о том, что Kynapse будет интегрирован в игровой движок Gamebryo.
16 декабря 2008 года было анонсировано соглашение между компаниями Autodesk и Epic Games, согласно которому два подпрограммных продукта Autodesk — HumanIK и Kynapse — стали частью игрового движка Unreal Engine 3 разработки Epic Games. Данное соглашение было проведено в рамках программы «Epic Games’ Integrated Partners Program», которая заключается в интеграции сторонних программных компонентов от третьих разработчиков в движки серии Unreal Engine.